# Schmahl Henrik
Schmahl Henrik (Hamburg, 1849. október 3. – Stuttgart, 1912. július 13.) magyarországi német építész.

## Életpályája

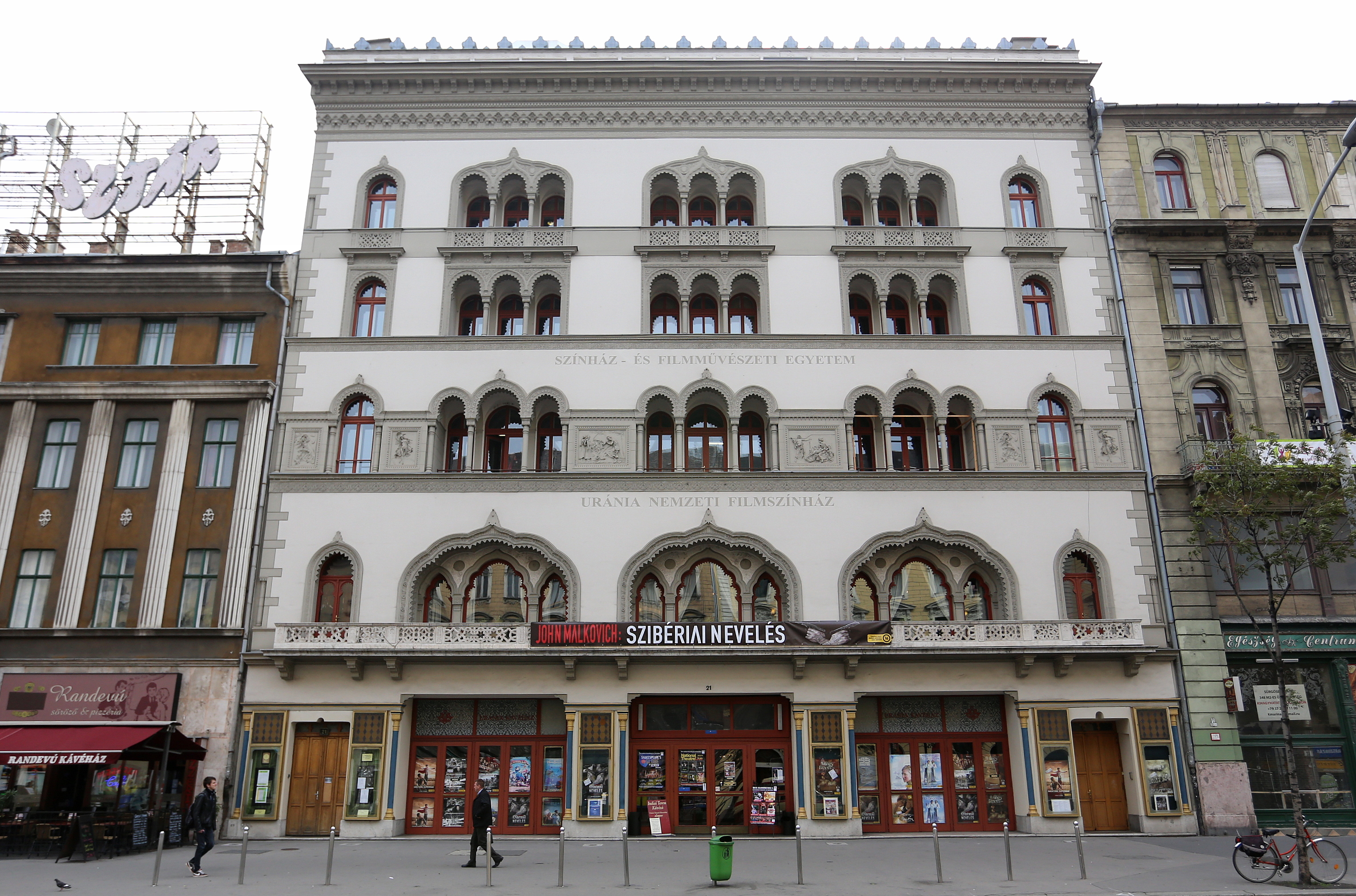
Az Uránia mozi és Színház- és Filmművészeti Egyetem épülete Budapesten, a Rákóczi úton

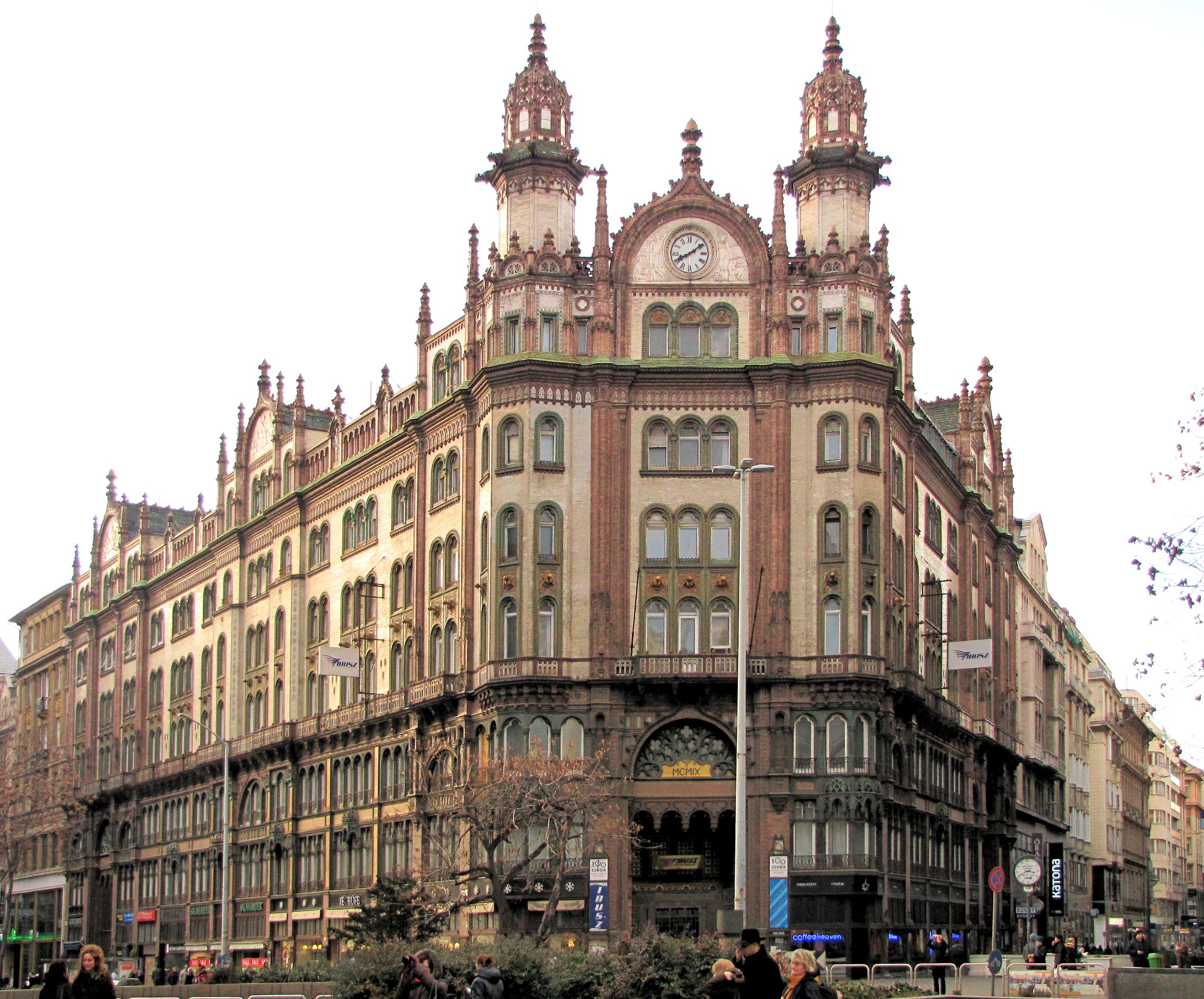
A Párizsi udvar épülete

Schmahl az akkor még önálló városállamban, Hamburgban született. Eredetileg kőművesnek tanult, ipariskolai tanulmányait szülővárosában végezte. Mivel otthon nem talált munkát, így világnak indult, melynek eredményeképp Budapesten kötött ki; az Első Magyar Általános Biztosító székházának építkezésén dolgozott. Ezután a Vámpalota (a mai Corvinus Egyetem központi épülete) 1870-ben indult építkezésén kapott munkát, mint segédpallér. Itt figyelt fel a fiatal német tehetségére a palota tervezője, Ybl Miklós. A szárnyai alá vette és saját költségén kitaníttatta építésznek. Schmahl Ybl irodájában többek között a Budapesti Operaház építésén is munkálkodott, mielőtt önállósította volna magát.
Önálló munkáit eleinte reneszánsz stílusban tervezte (pl. a Haggenmacher-palota az Andrássy út 52. alatt), majd egyre több elemet kezdett átvenni a velencei gótikus, illetve a mór építészeti stílusból, amiket a korban népszerű eklektika elvei mentén kevert. Utóbbi tervezései közül kiemelkedik az Uránia mozi épülete, illetve a Belvárosi Takarékpénztár székháza, a Brudern-ház (avagy Párizsi udvar) a Ferenciek terén. Budapesten kívüli munkái közül a veszprémi Eötvös Károly Megyei Könyvtár épülete az egyik legkiemelkedőbb alkotása.
Egészségügyi okokból 1912-ben Drezdába utazott, ahol bélműtétet hajtottak végre rajta, a beavatkozás azonban végzetesnek bizonyult. Utolsó munkáját, a Brudern-házat már az emlékiratai alapján Lipták Pál építésvezető fejezte be.

## Ismert épületeinek listája
- Haggenmacher-palota, Budapest, Andrássy út 52.  (1881–1883)
- Palotaépület, Budapest, Andrássy út 28.  (1882)
- Városháza (XIX. ker.), Budapest, Városház tér 18-20. (1884)[2]
- Palotaépület, Budapest, Andrássy út 102.  (1885)
- Schossberger-ház (I.), Budapest, Teréz körút 1. (1885–1886)
- Schossberger-ház (II.), Budapest, Teréz körút 3. (1885–1886)
- Schossberger-ház (III.), Budapest, Teréz körút 5. (1885–1886)
- Drasche-Wartinberg-ház, Budapest, Teréz körút 22. (1886–1887)
- Politzer-ház (I.), Budapest, Teréz körút 25. (1886–1887)
- Politzer-ház (II.), Budapest, Teréz körút 32. (1886–1887)
- Politzer-ház (III.), Budapest, Teréz körút 47. (1887–1888)
- Stern-bérház, Budapest, Rákóczi út 7. (1890)[3]
- Uránia Mozi épülete, Budapest, Rákóczi út 21. (1893/1895)
- Stern-bérház, Budapest, Rákóczi út 72. (1898) – 1956-ban lebontották[3]
- Püspöki jószágkormányzóság, ma: a veszprémi Eötvös Károly Megyei Könyvtár épülete, Veszprém, Komakút tér 3 (1901–1902)
- „Hangya” szövetkezet áruháza, Budapest, Közraktár utca 32. (1905) – 2006-ban elbontották[4]
- „Hangya” szövetkezet bérháza, Budapest, Közraktár utca 34. (1905)[4]
- Párizsi udvar, Budapest, Ferenciek tere 10. (1909–1912)

## Egyéb irodalom
- Művészeti lexikon I–IV. Főszerk. Zádor Anna, Genthon István. 3. kiad. Budapest: Akadémiai. 1981–1983.
- Magyar tudóslexikon A-tól Zs-ig. Főszerk. Nagy Ferenc. Budapest: Better; MTESZ; OMIKK. 1997. ISBN 963-85433-5-3
- Új magyar életrajzi lexikon I–VI. Főszerk. Markó László. Budapest: Magyar Könyvklub; (hely nélkül): Helikon. 2001–2007.  ISBN 963-547-414-8
- Veszprém megyei életrajzi lexikon. Főszerk. Varga Béla. Veszprém, Veszprém Megyei Önkormányzatok Közgyűlése, 1998
- arch.hu Archiválva 2019. december 14-i dátummal a Wayback Machine-ben
- Kelecsényi Kristóf: Schmahl Henrik; Holnap, Budapest, 2020 (Az Építészet Mesterei)
- Kelecsényi Kristóf: Egy német kőműveslegény kétszáz éve. Budapest, 2012. december (35. évfolyam) 12. szám, 12. o.
- Kismarty-Lechner Jenő: Építőművészetünk a XIX. század második felében, Egyetemi Nyomda, Budapest, 1945, 80-84. o.
- (szerk.) Rozsnyai József: Építőművészek Ybl és Lechner korában, Terc Kereskedelmi és Szolgáltató Kft., Budapest, 2015, ISBN 978-615-5445-12-5